# 以諾

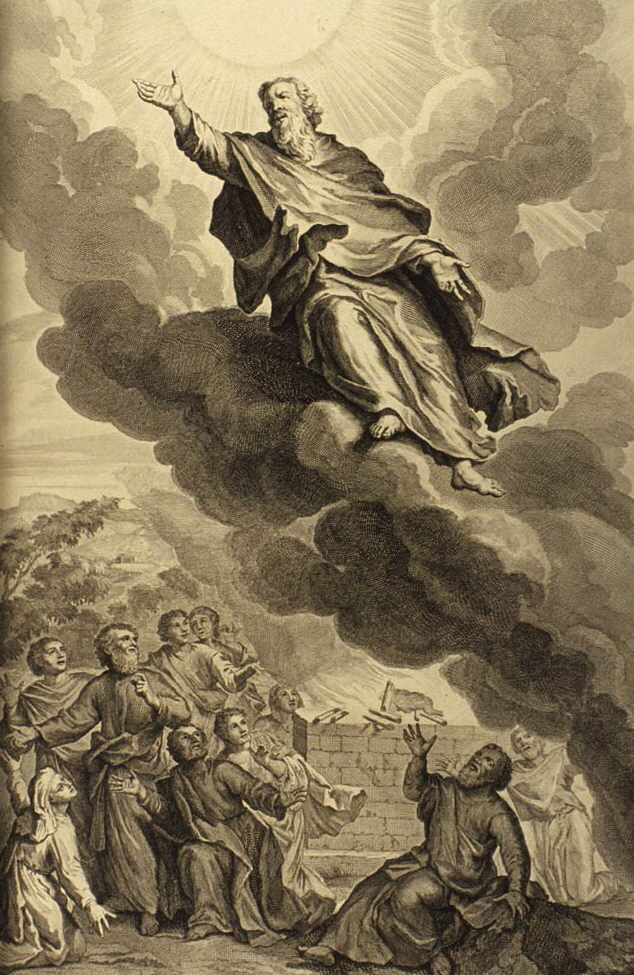
《創世記》5:24以諾與神同行

以諾（希伯來語：חֲנוֹךְ，Idrīs）天主教譯爲哈諾客，是一位聖經人物。爲亞當第三個兒子塞特的子孫。雅列之子，瑪土撒拉的父親，諾亞的曾祖父，見創世記第五章。在基督教與猶太教學者認為偽典（或次經）的《以諾書》中，記載許多其與上帝同行三百年中所見異象與啟示。
在伊斯蘭教中，他也被稱為易德立斯，也被視為伊斯蘭教中的先知。
以諾常與該隱的兒子有所混淆。

## 參看條目
- 以挪士
- 梅塔特隆
- 聖經與古蘭經的相似之處